# Before You Accuse Me
Before You Accuse Me (Take a Look at Yourself) ist ein Bluessong, der 1957 von Bo Diddley (Ellas McDaniel) geschrieben und 1958 veröffentlicht wurde. Eric Clapton machte den Song 1989 bekannt.

## Hintergrund
Bo Diddley schrieb das Lied im August 1957 und veröffentlichte es im Februar des darauffolgenden Jahres. Der Song wurde als Single zusammen mit der B-Seite Say! Boss Man und auf Diddleys gleichnamigen Album (1958) veröffentlicht. Die Besetzung auf der Originalaufnahme bestand aus Diddley selbst als Sänger und an der Gitarre, Jody Williams als zweiter Gitarrist, Willie Dixon am Bass und Frank Kirkland am Schlagzeug.

## Eric Claptons Adaptierung
Am 18. November 1989 veröffentlichte Eric Clapton das Stück zum ersten Mal auf seinem Album Journeyman. Die Singleauskopplung erreichte 1990 Platz neun der US-amerikanischen Mainstream-Rock-Charts. Das Album verkaufte sich 2,5 Millionen Mal. Clapton trug das Lied während seiner Journeyman World Tour und auf 1990 auf dem Charity-Konzert in Knebworth vor. Am 18. August 1992 erschien der Song erneut auf Claptons Live-Album Unplugged. Es verkaufte sich mehr als 16 Millionen Mal. Eine weitere Interpretation des Liedes wurde im Jahr 1999 auf Claptons Album Blues veröffentlicht.

## Weitere Coverversionen
Eine Version des Liedes erschien 1964 auf dem Album Star-Club Show 4: The Liverbirds der Band The Liverbirds. Die Rockband 13th Floor Elevators nahm eine Version des Liedes im Jahr 1968 für ihr Album Live auf. Ein Cover von Creedence Clearwater Revival erschien 1970 auf dem Album Cosmo’s Factory. 2013 interpretierte Eric Burdon das Stück für die Veröffentlichung ‘Til Your River Runs Dry.